# Juan Carvajal
Juan Carvajal   (Trujillo, 1400 - Roma, 6 de desembre de 1469) fou un cardenal i bisbe castellà.

## Biografia
Nascut en una il·lustre família de Trujillo a Extremadura, va estudiar a la Universitat de Salamanca on va obtenir la llicenciatura in utroque iure el 1430. El 1438 va arribar a Roma on va iniciar una brillant carrera eclesiàstica i diplomàtica: auditor del Palau Apostòlic, clergue de la Càmera Apostòlica, governador de Roma, llegat del papa Eugeni IV al Concili de Basilea i a la dieta de Magúncia el 1440, ambaixador a Florència el 1438, a Venècia el 1439 i a Siena el 1440, encara legat papal a les dietes de Frankfurt el 1441 i el 1442, a Nuremberg el 1444, a Frankfurt el 1445 i el 1446.
Nomenat bisbe de Còria l'11 d'octubre de 1443 no va prendre mai possessió de la seva seu i el 10 d'agost de 1446 va ser traslladat a la seu de Plasència, que va ocupar fins a la seva mort. Del 30 d'octubre de 1467 al 1468 fou administrador apostòlic del bisbat de Zamora. Va ser creat cardenal diaca pel papa Eugeni IV al consistori del 16 de desembre de 1446 amb el títol de cardenal de Sant'Angelo in Pescheria. El 26 d'octubre de 1461 va ser nomenat cardenal bisbe de Porto i Santa Rufina, mantenint al comandament el diaconat de Sant'Angelo in Pescheria.
Com a cardenal va ocupar diversos càrrecs diplomàtics a tot Europa central (Bohèmia, Alemanya, Polònia i Hongria). Va participar en els conclaves de 1447, que van escollir el papa Nicolau V, de 1455, que van escollir el papa Calixt III i de 1464, que van escollir el papa Pau II. Va morir a Roma el 6 de desembre de 1469 i va ser enterrat a l'església de San Marcello al Corso.